# Dacrymyces variisporus
Dacrymyces variisporus är en svampart som beskrevs av McNabb 1973. Dacrymyces variisporus ingår i släktet Dacrymyces och familjen Dacrymycetaceae.  Arten är reproducerande i Sverige. Inga underarter finns listade i Catalogue of Life.

## Bildgalleri

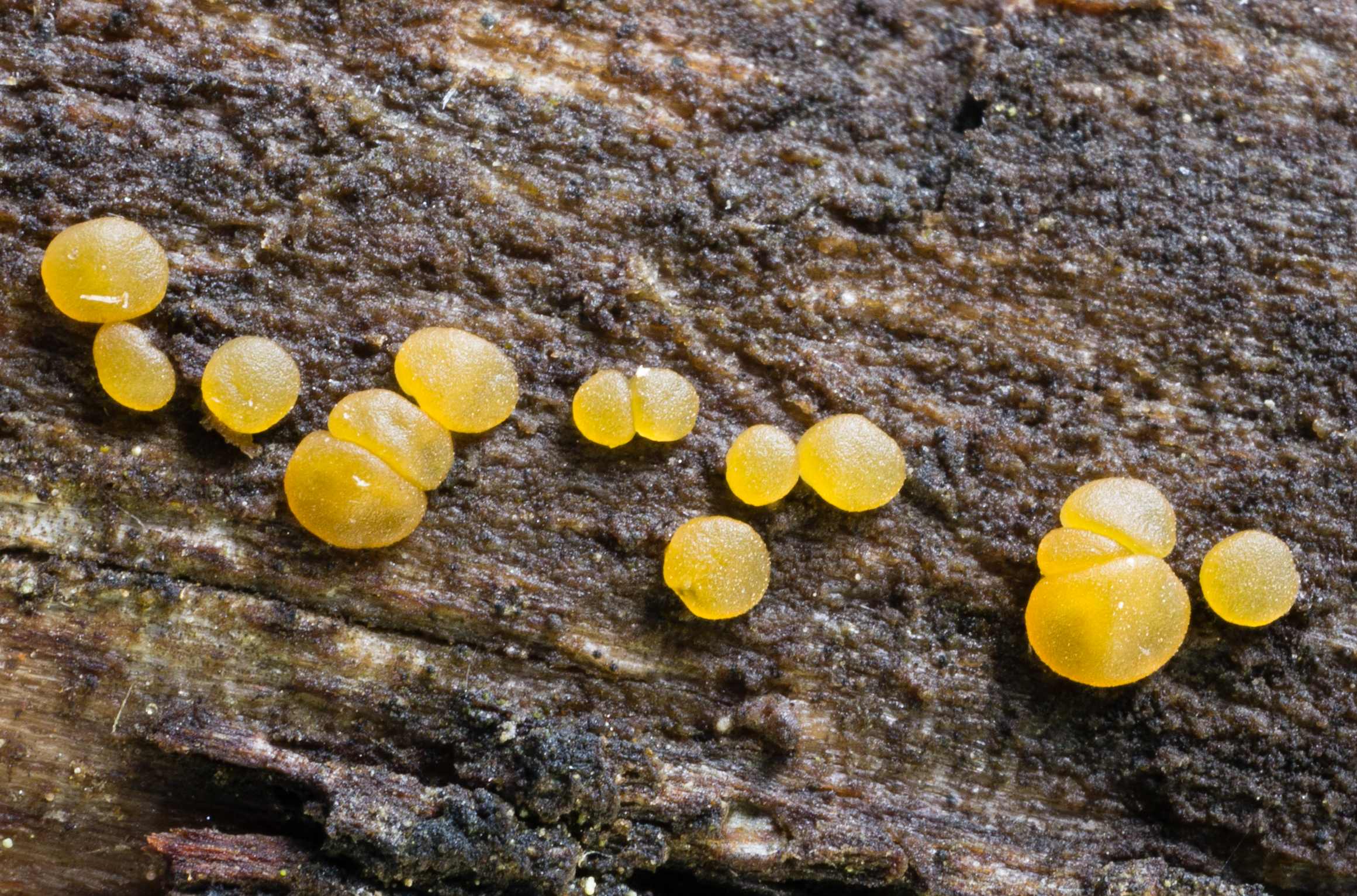